# ذؤنون أنبوبي
ذؤنون أنبوبي أو ذنون أو الباصول (الاسم العلمي Cistanche tubulosa)، نوع نبات صحراوي من جنس الذؤنون وفصيلة الهالوكية، يفتقر هذا النوع من النبات إلى الكلوروفيل ويحصل على المغذيات والمياه من النباتات المضيفة التي في جذورها الطفيليات.

## التوزيع الجغرافي
أعطانها في الإمارات والسعودية وعمان وقطر والبحرين والكويت ومصر والأردن وفلسطين والهند وباكستان
والجزائر @السودان.

## الاستخدامات في الطب الشعبي
جذوره المغلية تستخدم لعلاج الإسهال.ومسحوق النبات المجفف، يخلط مع حليب الإبل، ويستخدم لعلاج الكدمات؛ في شمال أفريقيا يعتقد أن له خصائص مثيرة للشهوة الجنسية.